# Claude Coureau
Claude Coureau est un homme politique français né le 26 mars 1849 au Creusot (Saône-et-Loire) et décédé le 30 mars 1926 au Creusot.

## Biographie
Ingénieur métallurgiste, il est chef de service aux usines Schneider. Conseiller général du Creusot, il est député de Saône-et-Loire de 1910 à 1914, inscrit au groupe de la Gauche démocratique. Lors des élections législatives de 1914, dans cette même circonscription d'Autun IIe, il est battu par le socialiste Georges Bras.

## Sources
- « Claude Coureau », dans le Dictionnaire des parlementaires français (1889-1940), sous la direction de Jean Jolly, PUF, 1960 [détail de l’édition]